# コバルトブルータランチュラ
コバルトブルータランチュラ（Haplopelma lividum）は、オオツチグモ科に分類されるクモ。

## 分布
タイ、ミャンマー

## 形態
体長オス4センチメートル、メス6センチメートル。脚を含めた全長（レッグスパン）オス8センチメートル、メス12センチメートル。体色は金属光沢のある青、緑青色などの変異がある。

## 生態
地中に穴を掘り、そこを巣穴として住み処にする。住み処を作るときは土を団子状に丸め、巣から押し出して拵える為、巣穴の入り口付近には団子状の土が数個程転がっていることがある。
強毒種と言われるこの種類は、警戒時の動きは素早く鋏角で弾くように近付いてきた敵を叩く。この際牙の根元の腺から毒を出し、牙を突き刺すようにぶつける事で敵を攻撃する。毒は非常に強力で大きなサイズのマウスでも一突きで絶命に至らしめ毒が体に回ってから１分ともたない。
縄張り意識が強く臆病であるので、刺激してくるものにはなんにでも攻撃をする習性がある。
活動が活発になる夜には巣穴付近を徘徊して獲物を探す事がある。
食生は主に肉食で小動物や昆虫などを捕食して食べる。長い間食べ物がなくても耐えられる。
コバルトブルーの名の通り光沢がかった青色をしており、オスとは違う体色である。オスは黒みが強い地味な体色でメスよりも体が小さい。

## 人間との関係
ペットとして飼育されることもあり、日本にも輸入されている。主に野生個体が流通する。巣穴を掘るためケージ内には床材を深く敷き詰めるが、ケージの蓋を開けた際に脱出することを防ぐため蓋と床材の表面との距離は開ける。性質が荒いうえに動きが非常に素早く、毒性も強いため扱いには注意が必要。